# Compendium of a lifetime

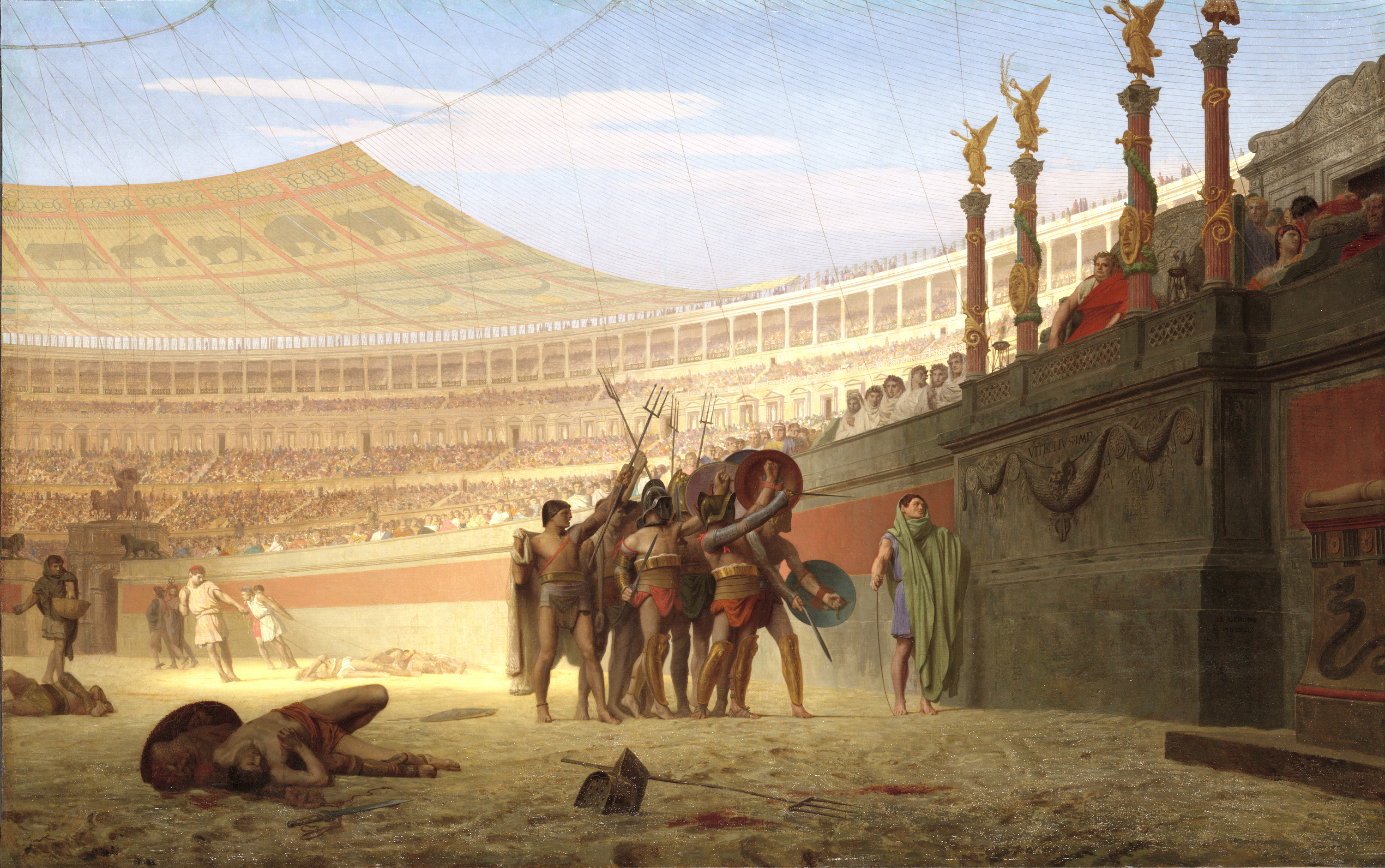
Ave Caesar morituri te salutant van Jean-Léon Gérôme, gebruikt ter ondersteuning van track 6 en 7

Compendium of lifetime is het vijfde studioalbum van The Rome Pro(g)ject, een wisselend gezelschap dat de muzikale ideeën van muziekproducent Vincenzo Ricca ten uitvoer brengt. Voor dit album haalde Ricca inspiratie uit de harde militaristische leefomstandigheden ten tijde van Julius Caesar, de uitbarsting van de Vesuvius in 79 en de gladiatoren. De muziek is net zoals bij vorige albums terug te brengen tot symfonische rock, brede elektronische klanken.
Vincenzo Ricca maakte daarbij eerder veelvuldig gebruik van de diensten van gitarist Steve Hackett en zijn broer fluitist John Hackett, ook nu ontbreken ze niet. 

## Musici
- Vincenzo Ricca – toetsinstrumenten (alle tracks), basgitaar (track 1, 3)
- Daniele Pomo – drumstel (alle tracks behalve nr. 2)
- Paolo Ricca – elektrische gitaar (1, 3, 5, 7, 8, 9)
- Franck Carducci – basgitaar (2, 9), 12-snarige gitaar (2)
- David Jackson – houten blaasinstrumenten (2)
- Steve Hackett – elektrische gitaar (2, 4, 7, 9)
- Bernardo Lanzetti – zang (2) (onder andere zanger van PFM)
- Tony Patterson – zang (4)
- Roberto Vitelli – basgitaar (4)
- Nick Magnus – piano (4)
- Tony Levin – basgitaar (5, 6, 7, 8)
- John Hackett – dwarsfluit (6, 7, 9)

## Muziek
| Nr. | Titel                               | Duur  |
| --- | ----------------------------------- | ----- |
| 1.  | V (Ricca)                           | 2:40  |
| 2.  | Compendium on a lifetime (Ricca)    | 13:45 |
| 3.  | Vesuvius (Ricca)                    | 3:13  |
| 4.  | The last night in the world (Ricca) | 5:16  |
| 5.  | Have Caesar! (Ricca)                | 5:16  |
| 6.  | Morituri te salutant (Ricca)        | 3:40  |
| 7.  | Gladiatores (Ricca)                 | 5:15  |
| 8.  | Have Caesar! (reprise) (Ricca)      | 3:26  |
| 9.  | Exegi monvmentvm 2021 (Ricca)       | 8:22  |